# Мавзолей Аже-ата
Мавзолей Аже-ата (каз. Әже ата кесенесі) — памятник архитектуры конца XIX века в селе Сузак Сузакского района Туркестанской области Казахстана, в западной части городища Сузак. Входит в список памятников истории и культуры местного значения Туркестанской области.

## Архитектура
Мавзолей построен из сырцового кирпича на бутовом фундаменте, снаружи обмазан глиной. В основании стен бутовый цоколь с гидроизоляционной прокладкой. Представляет собой пример мемориального сооружения, характерного для Южного Казахстана. Отличительной особенностью местных мавзолеев является высокий удлиненный конусообразный купол, установленный на низкое восьмигранное основание. С внешней стороны в кладку купола на равном расстоянии друг от друга вставлены деревянные бруски, опоясывающие купол в З ряда. Внутрь ведёт небольшая дверь с южной стороны. В центре помещения установлено надгробие из сырцового кирпича.